# Публий Корнелий Сципион (консул 16 пр.н.е.)
Вижте пояснителната страница за други личности с името Публий Корнелий Сципион.
Публий Корнелий Сципион (на латински: Publius Cornelius Scipio; * 48 пр.н.е.; † 2 пр.н.е.) e сенатор на ранната Римска империя.

## Биография
Той е вероятно син на Публий Корнелий Сципион Салвито и Скрибония. По-голям брат е на Корнелия Сципиона, която умира в годината, когато той е консул. Полубрат е на Юлия Старша, дъщеря на майка му и Август.
През 16 пр.н.е. Сципион е консул заедно с Луций Домиций Ахенобарб. За суфектконсул е избран Луций Тарий Руф. След това през 8/7 пр.н.е. Сципион е проконсул на провинция Азия.
Сципион има вероятно двама сина, единият е квестор през 2 г. в провинция Ахая, другият е през 2 пр.н.е. замесен в скандала около Юлия, дъщерята на Август. Вероятно негова дъщеря е съпруга на Луций Волузий (суфектконсул през 3 г.). 